# 紫蕊无心菜
紫蕊无心菜（学名：Arenaria ionandra）为石竹科无心菜属的植物，是中国的特有植物。分布于中国大陆的云南、四川等地，生长于海拔3,600米至5,335米的地区，一般生于山地，目前尚未由人工引种栽培。

## 别名
紫蕊蚤缀（拉汉种子植物名称）

## 异名
- Arenaria ionandra Diels var. melanotricha Comber